# سرطان مقعد
سرطان مقعد (به انگلیسی: Anal cancer) یکی از انواع بیماری سرطان (تومور بدخیم) است. تومورهای بدخیم عمدتاً به نئوپلاسم‌(تومور)هایی با سایز متوسط تا بزرگ دردناک و پرعلائم اشاره دارد که گسترش و متاستاز(گسترش سرطان) بیشتری داشته و پس از بزرگی تومور یا حتی در برخی موارد با متاستاز پراکنده؛ تازه تشخیص سرطان داده می شود! سرطان مقعد سرطانی است که از مقعد، دهانه دیستال(دهانه خروج مدفوع-پایان رکتوم) دستگاه گوارش ایجاد می شود. علائم ممکن است شامل خونریزی از مقعد یا یک توده در نزدیکی مقعد باشد. علائم دیگر ممکن است شامل درد، خارش یا ترشح از مقعد باشد. گاهی آن را پزشکان با تشخیص اشتباه و افتراقی در ابتداء فقط یک بواسیر دردناک بزرگ توصیف کرده و تشخیص می دهند. از دیگر علائم سرطان مقعد یا آنال کَنسِر، تغییر در حرکات روده نیز ممکن است رخ دهد که به ریفلاکس معده به مری، یبوست، اسهال و کاهش اشتها بینجامد.اغلب لاغری و کم اشتهایی که نشانه ۹۰٪ سرطان‌ها است هم در فرد مشاهده می شود. این نوع سرطان از جمله سرطان هایی است که دو درمان احتمالی جراحی و پرتودرمانی در درمان کلی آن بسیار کارآمد و مؤثر هستند. سرطان مقعد به گونه بسیار مخربی اسفنکتر های درونی و بیرونی مقعد و پایین کپل ها را نیز تحت تاثیر خود قرار می دهد.

## سرطان مقعد و تومورهای پیش مقعدی
مقعد عبارت است از منفذ باز عضلانی که در انتهای روده بزرگ قرار دارد. مقعد توسط حلقه‌ای عضلانی به نام اسفنکتر کنترل می‌شود که از طریق باز و بسته شدن اجازه کنترل حرکات دستگاه گوارش را فراهم می‌آورد.
منطقه‌ای که مقعد را به رکتوم متصل می‌کند کانال مقعدی نامیده می‌شود و حدود ۳ تا ۴ سانتی‌متر طول دارد.
سرطان مقعد نادر می‌باشد. سالیانه حدود ۹۳۰ نفر در انگلستان به این سرطان مبتلا می‌شوند. شایعترین نوع سرطان مقعد کارسینوم سلول-سنگفرشی می‌باشد. سایر انواع نادر این نوع سرطان شامل کارسینومای سلول‌های قاعده‌ای، آدنوکارسینوم و ملانوم می‌باشد. این اطلاعات دربارهٔ کارسینوم سلول-سنگفرشی می‌باشد.

## نشانه‌ها و علائم

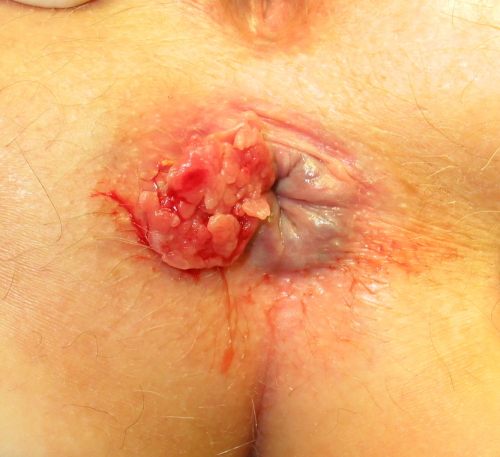
سرطان سلول‌های سنگفرشی مقعد

شایعترین علائم سرطان مقعد عبارتست از:
1. خونریزی از مقعد
2. درد، ناراحتی و خارش اطراف مقعد
3. برجستگی‌های کوچک اطراف مقعد که ممکن است با هموروئید (بواسیر) اشتباه شود
4. بی‌اختیاری دفع مدفوع
5. ترشحات ژله‌ای مانند از مقعد (مخاط)
6. زخم‌های اطراف مقعد که ممکن است تا پوست اطراف باسن گسترش یابد.

## عوامل خطر
- ویروس پاپیلوم انسانی (HPV)

احتمال بروز سرطان مقعد  در افرادی که مبتلا به نوعی عفونت ویروسی به نام ویروس پاپیلوم انسانی می‌باشند، افزایش می‌یابد. خطر ابتلاء به این ویروس با افزایش تعداد شرکای جنسی فرد افزایش می‌یابد.
- فعالیت جنسی

احتمال بروز سرطان مقعد در افرادی که از طریق مقعد مقاربت داشته‌اند، افزایش می‌یابد. این امر ممکن است به علت افزایش احتمال ابتلاء به ویروس "اچ پی وی " در ناحیه مقعد باشد.
- تضعیف سیستم ایمنی

سیستم ایمنی بخشی از دفاع بدن در مقابل عفونت‌ها و بیماری‌هایی مانند سرطان می‌باشد. احتمال بروز سرطان مقعد در افرادی که دچار ضعف سیستم ایمنی می‌باشند مانند افرادی که به دنبال عمل پیوند عضو داروهای سرکوب‌کننده سیستم ایمنی مصرف می‌کنند یا درافراد مبتلا به ایدز، بیشتر است.
- مصرف سیگار

تنباکو موجود در سیگار خطر ابتلاء به سرطان مقعد را افزایش می‌دهد.
هرچند بسیاری از افراد مبتلا به سرطان مقعد این ریسک فاکتورها را نداشته‌اند و علت این بیماری هنوز ناشناخته می‌باشد.

## پاتولوژی
شایعترین نوع سرطان مقعد کارسینومای سلول‌های اسکواموس می‌باشد. سایر انواع نادر این نوع سرطان شامل کارسینوم سلول‌های قاعده‌ای، آدنوکارسینوم و ملانوم می‌باشد. این اطلاعات دربارهٔ کارسینومای سلول‌های اسکواموس می‌باشد.

مرحله اول سرطان مقعد
مرحله دوم سرطان مقعد
مرحله سوم سرطان مقعد
مرحله چهارم سرطان مقعد

## پیشگیری
از آنجا که بسیاری (نه بیشتر) سرطان‌های مقعد از عفونت HPV مشتق می‌شوند، و چون واکسن HPV پیش از آن که فرد در معرض ویروس قرار گیرد، از عفونت به وسیلهٔ انواعی از ویروس‌ها ممانعت می‌کند و نیز نشان داده شده‌است که از وقوع برخی زخم‌های پیش سرطانی جلوگیری می‌کند، دانشمندان گمان می‌کنند که واکسیناسیون HPV ممکن است احتمال وقوع سرطان مقعد را کاهش دهد.

## غربال گری
تست پاپ اسمیر مقعدی، مشابه تست پاپ اسمیر که برای تشخیص سرطان گردن رحم برای تشخیص اولیه در افرادی که در معرض عوامل خطر فراوانی هستند مورد مطالعه قرار گرفته‌است.

## درمان
انستیتو ملی سلامت آمریکا توصیه می‌کند افراد مبتلا به سرطان مقعد توسط یک گروه پزشکی متخصص تحت درمان قرار بگیرند. این گروه در تمام بیمارستان‌ها در دسترس نمی‌باشند، بنابراین ممکن است شما برای مداوا مجبور باشید به بیمارستان دیگری بروید. در اغلب موارد درمان اصلی برای سرطان مقعد استفاده از ترکیب رادیوتراپی (اشعه درمانی) و شیمی درمانی می‌باشد. هر دو روش درمانی ممکن است به صورت همزمان یا به دنبال هم استفاده شود. درمان ترکیبی معمولاً بسیار موفق می‌باشد. اگر رادیوتراپی و شیمی درمانی به‌طور همزمان استفاده شود، عوارض جانبی آن نیز ممکن است با شدت بیشتری بروز کند. برای درمان تومورهای کوچک مقعدی از جراحی یا در موارد پیشرفته از ترکیب جراحی با شیمی درمانی یا رادیوتراپی استفاده می‌شود.

### جراحی
در موارد تومورهای کوچک ممکن است از جراحی استفاده شود. در مواردی که درمان‌های اولیه قادر به ریشه کنی سرطان نباشد یا در صورتی که علائم موجود حاکی از برگشت مجدد سرطان باشد، نیز از جراحی استفاده می‌شود. دو نوع اصلی جراحی وجود دارد: برداشت موضعی و برداشت شکمی

#### برداشت موضعی
این روش ممکن است در موارد تومورهای کوچک موجود در قسمت‌های خارجی مقعد استفاده شود. در این روش تنها بخش‌هایی از مقعد که دارای سلول‌های سرطانی هستند برداشته می‌شود. اسفنکتر مقعد دست نخورده باقی می‌ماند بنابراین کار دستگاه گوارش در اغلب افراد بدون تغییر باقی می‌ماند.

#### برداشت شکمی
در این روش مقعد و رکتوم برداشته می‌شود. در این روش باید بخشی از روده بزرگ (کولون) به صورت دائمی برداشته شود(کولکتومی). بنابراین راه خروجی دستگاه گوارش به سطح شکم منتقل می‌شود تا بدین ترتیب مدفوع از بدن خارج شده و در کیسه کولوستومی جمع‌آوری می‌شود. این منفذ باز شکمی استوما نامیده می‌شود. گرچه کولوستومی در ابتدا امری وحشتناک و ناراحت‌کننده به نظر می‌رسد اما بیشتر افراد با گذشت زمان با آن تطبیق حاصل کرده و به زندگی طبیعی خود بازمی‌گردند.

## رضایت بیمار
قبل از شروع هرگونه روند درمانی، پزشک باید اطلاعات کاملی در زمینه عوارض درمان به بیمار ارائه کند و هدف از درمان را برای او شرح دهد. آن‌ها معمولاً از بیمار می‌خواهند تا فرم رضایت شروع درمان (رضایتنامه) را امضاء کنند. بدون اجازه بیمار نمی‌توان از هیچ درمان پزشکی استفاده کرد.